# Per Carleson
Per Hjalmar Ludvig Carleson (Stockholm, 1917. július 11. – Göteborg, 2004. június 8.) olimpiai és világbajnoki ezüstérmes svéd párbajtőrvívó.